# Indian Federal Democratic Party
Indian Federal Democratic Party, politiskt parti i Indien. Partiet grundades 2002 av P.C. Thomas, som gått ur Kerala Congress (Mani). Partiet har avdelningar runt om i landet, bl.a. Kerala och Bihar. Partiets ordförande är Mohan S. Delkar. IFDP gick med i National Democratic Alliance 2002 och Thomas blev justitieminister i Atal Bihari Vajpayees regering. I valet till Lok Sabha 2004 lanserade partiet en kandidat, P.C. Thomas i Muvattupuzha, Kerala. Thomas lyckades vinna mandatet, med 256 411 röster (34,38%). Det var första gången en NDA-kandidat vunnit ett mandat från Kerala.